# Bombus funerarius
Bombus funerarius (saknar svenskt namn) är en insekt i överfamiljen bin (Apoidea) och släktet humlor (Bombus) som lever i Centralasien.

## Beskrivning
Bombus funerarius är en ganska liten art; honan blir omkring 19 mm, arbetarna 11 till 14 mm, och hanarna 13 till 14 mm. Tungan är lång, och vingarna mörkbruna. Honor och hanar skiljer sig påtagligt åt vad gäller färgteckningen:

### Honor
Huvudet är övervägande svart. Mellankroppen är mörkgrå till olivfärgad med ljusare sidor. Den främsta tergiten är ljusgrå, andra till tredje tergiterna är svarta, och resten av bakkroppen är orangeröd.

### Hanar
Huvudet är övervägande gult med en del iblandade svarta hår, samma gäller mellankroppen. De två främsta tergiterna är gula, den tredje svart med en gul bakkant, och resten av bakkroppen är orangeröd.

## Ekologi
Humlan lever i bergsterräng på höjder mellan 1 100 och 3 300 m, men är inte vanlig. Arten samlar pollen och nektar från familjer som korgblommiga växter, väddväxter som kardväddarter, balsaminväxter, kransblommiga växter som salvior och Siphocranion, jungfrulin samt snyltrotsväxter likt spiror. Flygtiden varar mellan juni och slutet av september.

## Utbredning
Bombus funerarius finns från Himalaya (den har hittats i Sikkim i Indien och Bhutan), via Myanmar till Tibet och sydvästra Kina (provinserna Yunnan och Sichuan).